# Dara, Satu Mare
Dara (în maghiară Szamosdara) este un sat în comuna Dorolț din județul Satu Mare, Transilvania, România.

 Acest articol despre o localitate din județul Satu Mare este deocamdată un ciot. Puteți ajuta Wikipedia prin completarea lui.